# Miejska Biblioteka Publiczna w Lublinie
Miejska Biblioteka Publiczna im. Hieronima Łopacińskiego w Lublinie – publiczna biblioteka Lublina służąca zaspokajaniu potrzeb oświatowych, kulturalnych i informacyjnych mieszkańców miasta oraz realizuje zadania określone w ustawie o bibliotekach.
Powstała ona 26 maja 1907 roku. Biblioteką kierowało powołane 25 marca 1907 Towarzystwo Biblioteki Publicznej im. H. Łopacińskiego w Lublinie. Sporą część tworzonego wtedy księgozbioru zasiliła zakupiona od sukcesorów Łopacińskiego kolekcja licząca 8 500 dzieł (11 775 tomów).

## Historia
26 kwietnia 1908 roku oddano Bibliotekę do użytku publicznego, w wydzierżawionym przez Trybunał Koronny lokalu w gmachu podominikańskim mieszczącym się na Starym Mieście. W 1913 zbiory biblioteczne liczyły 17 777 dzieł w 28 895 tomach i około 30 tytułów czasopism. W roku 1922 biblioteka otrzymała czteropokojowy lokal w dawnym Trybunale. W 1939 przekazano majątek ruchomy i nieruchomy oraz wszystkie zbiory Towarzystwa Biblioteki na własność Instytutu Lubelskiego. W maju 1939 roku księgozbiór przeniesiono do nowego gmachu, gdzie przechowywany jest do dziś (przy ulicy Narutowicza 4). Biblioteka zajęła wtedy 5-piętrowy magazyn, czytelnię na parterze i dwa niewielkie pokoje na kancelarię. W latach II wojny światowej lokal biblioteki został zdewastowany.
Porządkowanie zbiorów trwało do marca 1946. Po wojnie przeprowadzono remont, organizatorem Biblioteki został Lublin. W 1948 roku Bibliotekę im. H. Łopacińskiego połączono z Biblioteką Miejską. Od tej pory nosiła swą dzisiejszą nazwę. W roku 1950 Biblioteka posiadała 6 wypożyczalni oraz 3 czytelnie: naukową – przy ul. Narutowicza 4, czasopism – przy filii nr 1 (Kunickiego 61) i czytelnię dla dzieci w Trybunale. W 1955 połączono Wojewódzką Bibliotekę Publiczną, powstałą na przełomie 1950/1951 – z Miejską Biblioteką Publiczną im. H. Łopacińskiego. Nazwę ponownie zmieniono w 1975 roku na Wojewódzka Biblioteka Publiczna im. H. Łopacińskiego w Lublinie. 1 stycznia 2002 nastąpił podział Wojewódzkiej i Miejskiej Biblioteki Publicznej im. H. Łopacińskiego w Lublinie na dwie instytucje kultury: Miejską Bibliotekę Publiczną im. Hieronima Łopacińskiego w Lublinie oraz Wojewódzką Bibliotekę Publiczną im. Hieronima Łopacińskiego w Lublinie.

## Zbiory

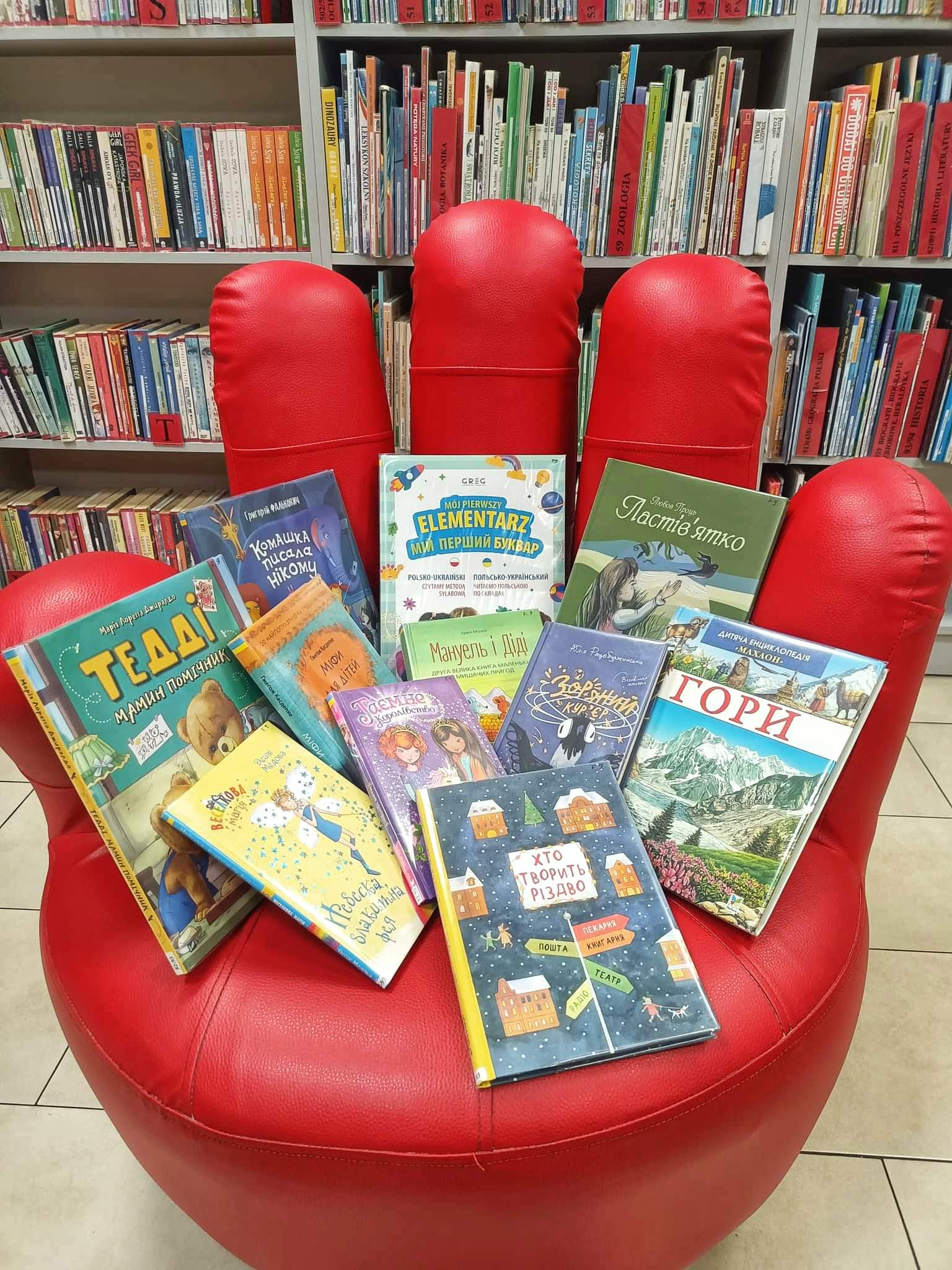
Książki ukraińskie w Filii nr 9 Miejskiej Biblioteki Publicznej w Lublinie

- Książki ukraińskie w Filii nr 9 Miejskiej Biblioteki Publicznej w Lublinie1913 – 17 777 dzieł w 28 895 tomach, około 30 tytułów czasopism
- 1922 – 39 641 woluminów
- 1939 – 55 tys. woluminów
- 1946 – 67 tys. woluminów
- 2008 – 526 787 zbiorów drukowanych oraz 10 032 zbiorów specjalnych,
- 2018 – 677 231 zbiorów drukowanych oraz 62 453 zbiorów specjalnych
- 2019 – 608 220 zbiorów drukowanych oraz 66 201 zbiorów specjalnych.

Od 2021 roku biblioteka gromadzi i udostępnia książki w języku ukraińskim. Książki dostępne są w Filii nr 9 przy ulicy Krańcowej oraz w filiach nr 1, 2, 6, 8, 9, 34, 40.

## Sieć biblioteczna
Sieć biblioteczna Miejskiej Biblioteki Publicznej im. Hieronima Łopacińskiego w Lublinie liczy 40 filii. Obejmuje 33 placówki ogólne, 4 szpitalne, 1 ze zbiorami fonicznymi, mediatekę oraz American Corner. Przy 16 filiach funkcjonują oddziały dla dzieci.
- Filia nr 1 – ul. Kościelna 7a
- Filia nr 2 – ul. Peowiaków 12
- Filia nr 3 – ul. Hutnicza 20a
- Filia nr 4 – Al. Kraśnicka 100 (szpital)
- Filia nr 5 – ul. Krochmalna 13
- Filia nr 6 – Bioteka[6], Al. Racławickie 22
- Filia nr 7 – ul. Kunickiego 35
- Filia nr 8 – ul. Zuchów 2
- Filia nr 9 – Filia dla dzieci, książka ukraińska, ul. Krańcowa 106
- Filia nr 10 – ul. Kleeberga 12a
- Filia nr 11 – ul. Lwowska 6 (wejście od podwórza)
- Filia nr 12 – ul. Żelazowej Woli 7
- Filia nr 13 – ul. Grażyny 13
- Filia nr 14 – ul. Jaczewskiego 8 (szpital)
- Filia nr 15 – ul. Wajdeloty 20
- Filia nr 16 – ul. Kasztanowa 1
- Filia nr 17 – ul. Przyjaźni 11a
- Filia nr 18 – ul. Głęboka 8a
- Filia nr 19 – ul. Kunickiego 89
- Filia nr 20 – ul. Krężnicka 125
- Filia nr 21 – Rynek 11
- Filia nr 22 – ul. Z. Herberta 14
- Filia nr 23 – ul. prof. A. Gębali 6 (szpital)
- Filia nr 24 – ul. Juranda 7
- Filia nr 25 – ul. Sympatyczna 16
- Filia nr 26 – Książka mówiona, Al. Racławickie 22
- Filia nr 27 – Książka mówiona, ul. Braci Wieniawskich 5
- Filia nr 28 – Książka mówiona, ul. Nadbystrzycka 85
- Filia nr 29 – ul. Kiepury 5
- Filia nr 30 – Książka poświęcona sztuce, Galeria 31, ul. Braci Wieniawskich 5
- Filia nr 31 – ul. Nałkowskich 104
- Filia nr 32 – Mediateka, American Corner, ul. Szaserów 13-15
- Filia nr 33 – Al. Racławickie 23 (szpital)
- Filia nr 34 – ul. Judyma 2a
- Filia nr 35 – ul. Bursztynowa 20
- Filia nr 36 – ul. Zygmunta Augusta 15
- Filia nr 37 – ul. Bazylianówka 85
- Filia nr 38 – ul. Relaksowa 25
- Filia nr 39 – ul. Głuska 138
- Filia nr 40 – ul. Sławin 20

## Galeria Miejskiej Biblioteki Publicznej OKNA
Galeria OKNA znajduje się na I piętrze budynku Centrum Kultury. Prezentuje dorobek artystyczny znanych i cenionych artystów plastyków, grafików i fotografików. Działalność Galerii OKNA zainaugurowała wystawa pt. „Agnieszka Osiecka lata 60. w obiektywie Jana Borkowskiego”, która odbyła się 30 czerwca 2014 roku. Co roku organizowanych jest od 5 do 8 wystaw indywidualnych lub zbiorowych.

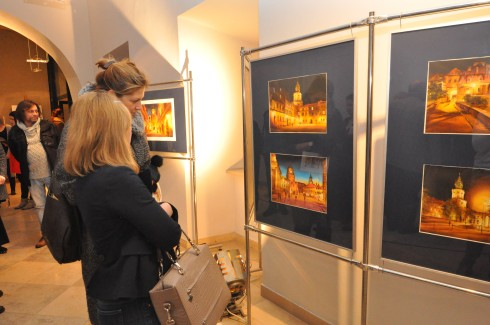
Wystawa „Artur Przybysz. Lubelskie Impresje Akwarelowe”
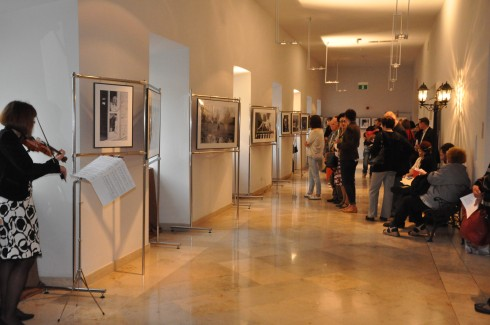
Wystawa pt. „Agnieszka Osiecka lata 60. w obiektywie Jana Borkowskiego”
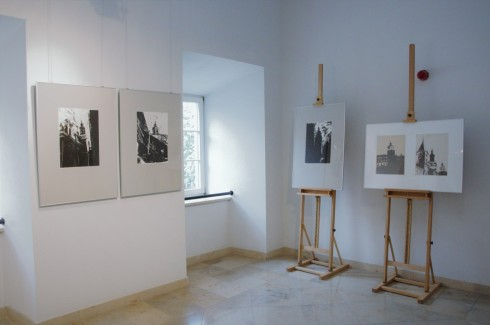
Wystawa „Lublin w pracach uczniów Zespołu Szkół Plastycznych im. C.K. Norwida”